# Бредов, Николай Эмильевич
Николай Эмильевич Бредов (15 ноября 1873 — после 1945) — российский генерал-лейтенант (12 октября 1917 года). Участник русско-японской, Первой мировой войн и Гражданской войны на стороне Белого движения.

## Биография
Из российских дворян немецкого происхождения, лютеранин. Сын генерал-майора Эмиля Эмильевича Бредова. Брат Фёдора Эмильевича Бредова.
Окончил 1-й Московский кадетский корпус (1891), 2-е Константиновское училище (1893) и Николаевскую академию Генерального штаба (1901). Участник русско-японской войны: в штабе 9-й кавалерийской дивизии. Полковник (1908). Участник Первой мировой войны: командир 166-го пехотного Ровненского полка. Был награждён орденом Святого Георгия 4-й степени
За то, что в бою 18 и 19 авг. 1914 г. у с. Джибульки, будучи начальником штаба пехотной дивизии и находясь в течение всего боя под сильным артиллерийским, а временами и ружейным огнём противника, разработав план действий дивизии, создал полное взаимодействие в бою всех частей дивизии и, направляя свою самоотверженную деятельность на поле сражения к приведению всего плана в исполнение, способствовал завершению боя полною победою.
5 августа 1915 года произведён в чин генерал-майора. С 20 августа 1915 года — в должности генерал-квартирмейстера штаба армии Северного фронта.
С 8 сентября 1916 по 3 января 1917 года состоял исполняющим дела начальника штаба Киевского военного округа.
С 22 апреля по 9 сентября 1917 года командовал 6-й Финляндской стрелковой дивизией. Командир 24-го армейского корпуса (с 9 сентября 1917 года). Командир 21-го армейского корпуса (с 30 сентября 1917 года). Командир 12-го армейского корпуса (с 12 октября 1917 года). Генерал-лейтенант (12 октября 1917 года).

### Гражданская война
С апреля 1918 года — в армии Украинской державы, служил в Генеральном штабе. В ноябре—декабре 1918 года участвовал в создании добровольческих отрядов в Киеве, с конца 1918 года — в Добровольческой армии. Приказом от 24 января 1919 года в резерве чинов при штабе Главнокомандующего ВСЮР (январь — июнь 1919 года).
Командир 7-й пехотной дивизии (13 июня — октябрь 1919 года), участвовавшей во взятии Царицына (4 июля 1919 года), Полтавы (16 июля 1919 года), Киева (18 августа 1919 года), Чернигова (28 сентября 1919 года).
Командующий группы ВСЮР, расположенных на правобережной Украине, под его командованием совершен знаменитый Бредовский поход (январь — февраль 1920 года). Отступив с войсками к Тирасполю, вследствие отказа Румынии пропустить русские воинские части через границу, не сдался, а принял решение и совершил переход в Польшу через Западную Украину, ведя бои с многократно численно превосходившими его частями Красной армии, где соединился с Польской армией и был интернирован со всем отрядом, которому в марте 1920 г. был придан статус Отдельной Русской Добровольческой армии.
С большинством своих солдат решил вернуться в Русскую армию генерала Врангеля в Крым. 11 августа 1920 года через Румынию части Бредова, около 7 000 бойцов, прибыли в Феодосию. Из этих войск были сформированы новые 6-я и 7-я пехотные дивизии во вновь созданном 3-м армейском корпусе генерала Скалона.
В Крыму генерал Бредов оставался в резерве командующего Русской армией генерала Врангеля (сентябрь — ноябрь 1920 года). Эвакуировался из Крыма в Турцию.

### Эмиграция
В эмиграции жил вместе с семьей в Болгарии. До лета 1937 г. жил в Софии, затем — в Шипке. На июнь 1939 г. и во время Второй мировой войны занимал должность заведующего Приютом увечных и больных воинов Русского Общества Красного Креста в Шипке (с 1942 г. — Государственного приюта для инвалидов и больных иностранцев).
В октябре 1944 г. в Болгарии был арестован НКВД. После допросов передан югославской контрразведке ОЗНА г. Вршац. Дальнейшая судьба неизвестна.

## Семья
Жена:
- Екатерина Павловна, урожденная Лансере (1878—1959), дочь генерал-лейтенанта Павла Александровича Лансере (1845—1900). После гибели мужа вернулась в СССР, потомки живут в России.

Брат:
- Бредов, Фёдор Эмильевич (1884—1959), генерал-майор Генштаба, участник Гражданской войны.

Сестры:
- Бредова Елизавета Эмильевна (25.09.1875-24.01.1948), замужем за К. Н. Хагондоковым, генерал-майором.
- Бредова Софья Эмильевна, замужем за М. К. Дитерихсом, генерал-лейтенантом, участником Гражданской войны.

## Награды
- Орден Святого Станислава 3-й степени (1902)
- Орден Святой Анны 4-й степени с надписью «За храбрость» (1904)
- Орден Святой Анны 3-й степени с мечами и бантом (1904)
- Орден Святой Анны 2-й степени с мечами (1905)
- Орден Святого Станислава 2-й степени с мечами (1905)
- Орден Святого Владимира 4-й степени с мечами и бантом (1906)
- Георгиевское оружие (ВП 20.05.1907)
- Орден Святого Владимира 3-й степени (ВП 08.04.1914)
- Орден Святого Георгия 4-й степени (ВП 03.02.1915)
- мечи к ордену Святого Владимира 3-й степени (ВП 15.02.1915)
- Орден Святого Станислава 1-й степени (ВП 18.02.1916);
- Орден Святой Анны 1-й степени с мечами (ПАФ 18.09.1917)

## Память
13 февраля 2020 г. на здании храма Св. Николая Чудотворца в г. Тирасполь установлена мемориальная доска в честь 100-летия Бредовского похода. В тот же день выпущен памятный конверт, посвященный Н. Э. Бредову.